# Чемпіонат Європи з легкої атлетики 1938
Чемпіонат Європи з легкої атлетики 1938 серед чоловіків був проведений 3-5 вересня в Парижіі на «Стад Олімпік», який був ареною літніх Олімпійських ігор 1924.
Жінки вперше в історії визначали чемпіонок Європи 17-18 вересня у Відні на «Пратерштадіоні».
На змаганнях італійкою Клаудією Тестоні був встановлений світовий рекорд з бігу на 80 метрів з бар'єрами (11,6).
У чоловічих змаганнях британець Дон Фінлей встановив рекорд Європи з бігу на 110 метрів з бар'єрами (14,3).

## Призери

### Чоловіки
| Дисципліни                | Золото                                                                | Золото       | Срібло                                                                  | Срібло    | Бронза                                                                              | Бронза    |
| ------------------------- | --------------------------------------------------------------------- | ------------ | ----------------------------------------------------------------------- | --------- | ----------------------------------------------------------------------------------- | --------- |
| 100 метрів                | Тінус Озендарп Нідерланди                                             | 10,5 CR      | Ораціо Мар'яні Італія                                                   | 10,6      | Леннарт Страндберг Швеція                                                           | 10,6      |
| 200 метрів                | Тінус Озендарп Нідерланди                                             | 21,2 CR      | Якоб Шойрінг Німеччина                                                  | 21,6      | Алан Пеннінгтон Велика Британія                                                     | 21,6      |
| 400 метрів                | Годфрі Браун Велика Британія                                          | 47,4 CR      | Карл Баумгартен Нідерланди                                              | 48,2      | Ерік Лінхофф Німеччина                                                              | 48,8      |
| 800 метрів                | Рудольф Гарбіг Німеччина                                              | 1.50,6 CR    | Жак Левек Франція                                                       | 1.51,6    | Маріо Ланці Італія                                                                  | 1.52,0    |
| 1500 метрів               | Сідні Вудерсон Велика Британія                                        | 3.53,6 CR    | Жозеф Мостер Бельгія                                                    | 3.54,5    | Луїджі Беккалі Італія                                                               | 3.55,2    |
| 5000 метрів               | Тайсто Мякі Фінляндія                                                 | 14.26,8 CR   | Генрі Йонссон Швеція                                                    | 14.27,4   | Кауко Пекурі Фінляндія                                                              | 14.29,2   |
| 10000 метрів              | Ільмарі Сальмінен Фінляндія                                           | 30.52,0 CR   | Джузеппе Бевіаква Італія                                                | 30.53,2   | Макс Зірінг Німеччина                                                               | 30.57,8   |
| 110 метрів з бар'єрами    | Дон Фінлей Велика Британія                                            | 14,3 ER      | Гокан Лідман Швеція                                                     | 14,5      | Рейндер Брассер Нідерланди                                                          | 14,8      |
| 400 метрів з бар'єрами    | Пруден Жоє Франція                                                    | 53,1 CR      | Ковач Йожеф Угорщина                                                    | 53,3      | Келль Арескуг Швеція                                                                | 53,6      |
| 3000 метрів з перешкодами | Ларс Ларссон Швеція                                                   | 9.16,2 CR    | Людвіг Кайндль Німеччина                                                | 9.19,2    | Альф Ліндблад Фінляндія                                                             | 9.21,4    |
| 4×100 метрів              | Німеччина Манфред Керш Герд Горнбергер Карл Некерманн Якоб Шойрінг    | 40,9 CR      | Швеція Геста Клеммінг Оке Стенквіст Леннарт Ліндгрен Леннарт Страндберг | 41,1      | Велика Британія Моріс Скарр Годфрі Браун Артур Свіні Ернест Пейдж                   | 41,2      |
| 4×400 метрів              | Німеччина Германн Блазаєзак Манфред Буес Ерік Ліннхофф Рудольф Гарбіг | 3.13,7 CR    | Велика Британія Джек Барнс Альфред Болдвін Алан Пеннінгтон Годфрі Браун | 3.14,9    | Швеція Ларс Нільссон Карл Гендрік Густафссон Бер'є Томассон Бертіль фон Вахенфельдт | 3.17,3    |
|                           |                                                                       |              |                                                                         |           |                                                                                     |           |
| Марафон                   | Вяйне Муйнонен Фінляндія                                              | 2:37.28,8 CR | Сквайр Ярроу Велика Британія                                            | 2:39.03,0 | Генрі Пальме Швеція                                                                 | 2:42.13,6 |
| Ходьба 50 кілометрів      | Гарольд Вітлок Велика Британія                                        | 4:41.51 CR   | Герберт Ділль Німеччина                                                 | 4:53.09   | Едгар Бруун Норвегія                                                                | 4:44.35   |
|                           |                                                                       |              |                                                                         |           |                                                                                     |           |
| Стрибки у висоту          | Курт Лундквіст Швеція                                                 | 1,97 CR      | Келеві Коткас Фінляндія                                                 | 1,94      | Лаурі Каліма Фінляндія                                                              | 1,94      |
| Стрибки з жердиною        | Карл Суттер Німеччина                                                 | 4,05 CR      | Бо Льюндберг Швеція                                                     | 4,00      | П'єр Рамадьє Франція                                                                | 4,00      |
| Стрибки у довжину         | Вільгельм Ляйхум Німеччина                                            | 7,65 CR      | Артуро Маффеї Італія                                                    | 7,61      | Луц Лонг Німеччина                                                                  | 7,56      |
| Потрійний стрибок         | Онні Раясаарі Фінляндія                                               | 15,32 CR     | Йоуко Норен Фінляндія                                                   | 14,95     | Карл Котратшек Німеччина                                                            | 14,73     |
| Штовхання ядра            | Олександр Крік Естонія                                                | 15,83 CR     | Герхард Штек Німеччина                                                  | 15,59     | Ганс Отто Вельке Німеччина                                                          | 15,52     |
| Метання диска             | Віллі Шредер Німеччина                                                | 49,70        | Джорджіо Обервегер Італія                                               | 49,48     | Гуннар Берг Швеція                                                                  | 48,72     |
| Метання молота            | Карл Гайн Німеччина                                                   | 58,77 CR     | Ервін Бласк Німеччина                                                   | 57,34     | Оскар Мальмбрандт Швеція                                                            | 51,23     |
| Метання списа             | Матті Ярвінен Фінляндія                                               | 76,87 CR     | Юрйо Нікканен Фінляндія                                                 | 75,00     | Варсегі Йожеф Угорщина                                                              | 72,78     |
|                           |                                                                       |              |                                                                         |           |                                                                                     |           |
| Десятиборство             | Олле Бекселль Швеція                                                  | 6870 CR      | Вітольд Герутто Польща                                                  | 6661      | Йозеф Нойманн Швейцарія                                                             | 6444      |

### Жінки
| Дисципліни            | Золото                                                     | Золото   | Срібло                                                                          | Срібло  | Бронза                                                               | Бронза  |
| --------------------- | ---------------------------------------------------------- | -------- | ------------------------------------------------------------------------------- | ------- | -------------------------------------------------------------------- | ------- |
| 100 метрів            | Станіслава Валасевич Польща                                | 11,9 CR  | Кате Краусс Німеччина                                                           | 12,0    | Фанні Бланкерс-Кун Нідерланди                                        | 12,0    |
| 200 метрів            | Станіслава Валасевич Польща                                | 23,8 CR  | Кате Краусс Німеччина                                                           | 24,4    | Фанні Бланкерс-Кун Нідерланди                                        | 24,9    |
| 80 метрів з бар'єрами | Клаудія Тестоні Італія                                     | 11,6 WR  | Ліза Геліус Німеччина                                                           | 11,7    | Кітті тер Браке Нідерланди                                           | 11,8    |
| 4×100 метрів          | Німеччина Йозефіне Кель Кате Краусс Еммі Альбус Іда Кюнель | 46,8 CR  | Польща Ядвіга Гавронська Барбара Ксязкевич Отилія Калюзова Станіслава Валасевич | 48,2    | Італія Марія Альферо Марія Аполлоніо Розетта Каттанео Італія Луккіні | 49,4    |
|                       |                                                            |          |                                                                                 |         |                                                                      |         |
| Стрибки у висоту      | Цак Іболья Угорщина                                        | 1,64 CR  | Неллі ван Бален-Бланкен Нідерланди                                              | 1,64 CR | Феодора цю Зольмс Німеччина                                          | 1,64 CR |
| Стрибки у довжину     | Ірмгард Прец Німеччина                                     | 5,88 CR  | Станіслава Валасевич Польща                                                     | 5,81    | Жизела Фосс Німеччина                                                | 5,47    |
| Штовхання ядра        | Герміне Шредер Німеччина                                   | 13,29 CR | Жизела Мауермаєр Німеччина                                                      | 13,27   | Ванда Флакович Польща                                                | 12,55   |
| Метання диска         | Жизела Мауермаєр Німеччина                                 | 44,80 CR | Гільде Зоммер Німеччина                                                         | 40,95   | Паула Молленгауер Німеччина                                          | 39,81   |
| Метання списа         | Ліза Геліус Німеччина                                      | 45,58 CR | Зузанне Пасторс Німеччина                                                       | 44,14   | Луїзе Крюгер Німеччина                                               | 42,49   |

## Медальний залік
| Місце               | Країна              | Золото | Срібло | Бронза | Загалом |
| ------------------- | ------------------- | ------ | ------ | ------ | ------- |
| 1                   | Німеччина           | 12     | 11     | 9      | 32      |
| 2                   | Фінляндія           | 5      | 3      | 3      | 11      |
| 3                   | Велика Британія     | 4      | 2      | 2      | 8       |
| 4                   | Швеція              | 3      | 4      | 6      | 13      |
| 5                   | Польща              | 2      | 3      | 1      | 6       |
| 6                   | Нідерланди          | 2      | 2      | 4      | 8       |
| 7                   | Італія              | 1      | 4      | 3      | 8       |
| 8                   | Угорщина            | 1      | 1      | 1      | 3       |
| 8                   | Франція             | 1      | 1      | 1      | 3       |
| 10                  | Естонія             | 1      | 0      | 0      | 1       |
| 11                  | Бельгія             | 0      | 1      | 0      | 1       |
| 12                  | Норвегія            | 0      | 0      | 1      | 1       |
| 12                  | Швейцарія           | 0      | 0      | 1      | 1       |
| Загалом (13 збірні) | Загалом (13 збірні) | 32     | 32     | 32     | 96      |